# 霍多瑟
50°42′25″N 26°15′4″E / 50.70694°N 26.25111°E
霍多瑟（烏克蘭語：Ходоси），是烏克蘭西北部里夫内州里夫内区什帕尼夫市镇的村落。始建於1603年，面積0.3平方公里，海拔高度187米，人口300，人口密度每平方公里1,170人。